# Покрајина Лас Палмас
Покрајина Лас Палмас (шп. Provincia de Las Palmas) је покрајина Шпаније у аутономној заједници Канарска острва. Главни град је Лас Палмас.